# دیدیر انگیبود
دیدیر انگیبود (انگلیسی: Didier Angibeaud؛ زادهٔ ۸ اکتبر ۱۹۷۴) یک بازیکن فوتبال اهل کامرون است.
وی همچنین در تیم ملی فوتبال کامرون بازی کرده‌است.